# Bibliothèque Marmottan
La Bibliothèque Marmottan, situata a Boulogne-Billancourt, è una biblioteca personale francese donata all'Académie des beaux-arts dal suo fondatore, lo storico e collezionista Paul Marmottan. L'edificio dedicato al Primo Impero e aperto ai lettori interessati a questo periodo e più in generale al XIX secolo, è parzialmente classificato come monumento storico dal 1984 e nel 2012 ha ricevuto il marchio "Maisons des Illustres".

## Storia

### Al tempo di Paul Marmottan
Poco dopo la morte di suo padre, Jules Marmottan (1829-1883), ricco direttore della società mineraria Bruay, il giovane Paul decide di dedicarsi interamente alla sua passione per Napoleone e l'Impero.  Nel 1882, possedeva un palazzo privato a Parigi, che oggi è il Museo Marmottan-Monet, e qualche anno dopo acquistò un terreno a Boulogne-Billancourt.

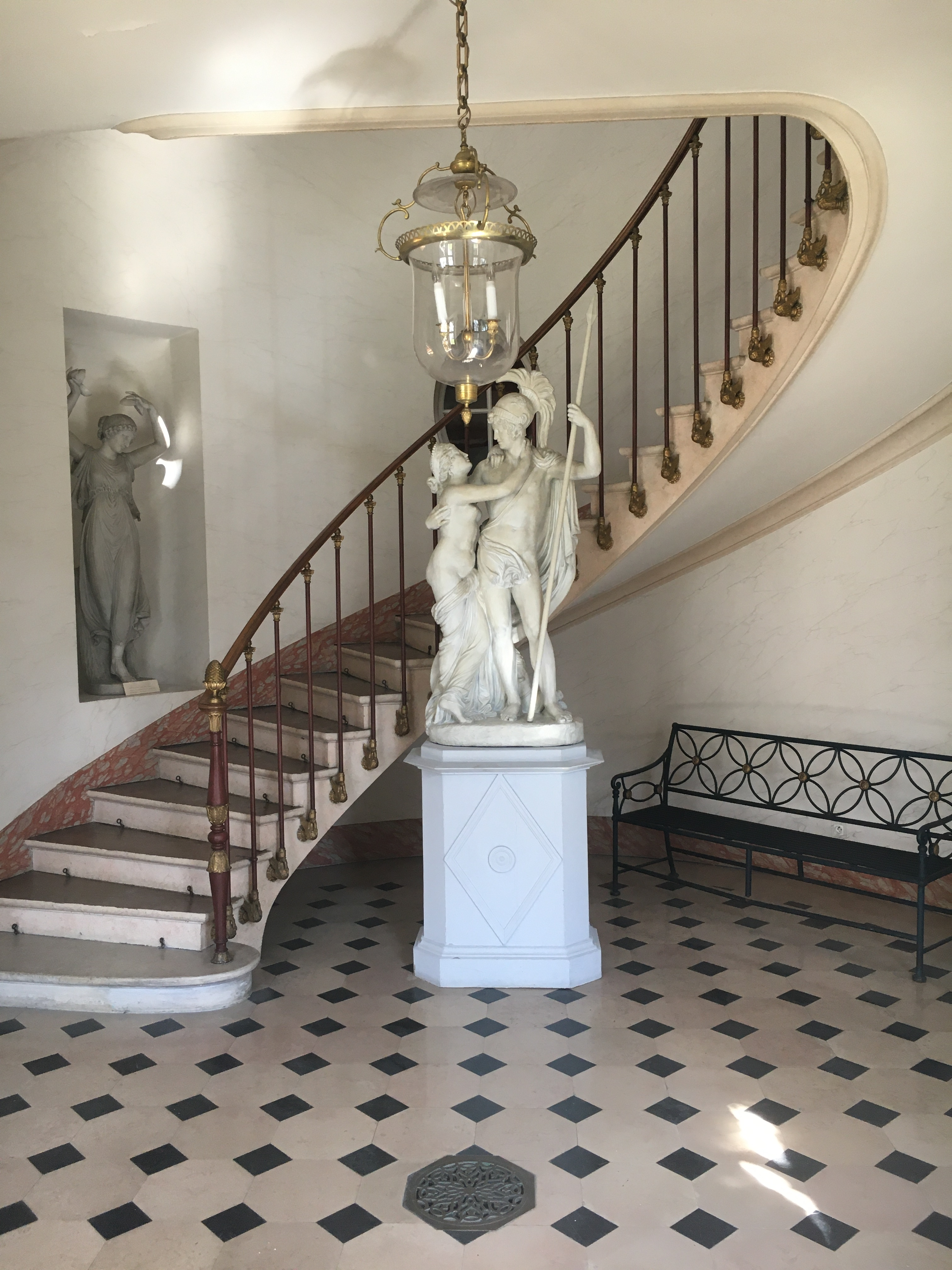
Vestibolo della Biblioteca.

La casa che aveva costruito lì divenne presto la sua biblioteca di lavoro. Durante un periodo di circa trent'anni, dal 1890 al 1920, Paul Marmottan raccolse tutte le opere che aveva raccolto dalle sue ricerche e dai suoi viaggi in Europa, molte delle quali erano utili per i suoi studi sul periodo napoleonico. Parallelamente alla creazione di questa collezione unica, ha anche arricchito l'edificio con un gran numero di dipinti, mobili e oggetti decorativi in stile Empire e ha raccolto quasi seimila stampe d'epoca.
Storico erudito e collezionista intelligente, Paul Marmottan trasformò così la sua casa di Boulogne in una piccola villa in lode non tanto di Napoleone stesso quanto del gusto e dell'arte di vivere maturati sotto il suo regno. Il "salon bleu", interamente concepito per accogliere un parato d'epoca, e lo studio, che funge da vetrina per due grandi librerie di Jacob-Desmalter nonché una scrivania appartenuta al re Giuseppe, fratello di Napoleone, ne sono testimoni.
Lasciata in eredità nel 1932 all'Académie des beaux-arts, la residenza di Paul Marmottan a Boulogne divenne la Bibliothèque Marmottan.

### La biblioteca, da ieri a oggi
Il primo bibliotecario fu Paul Fleuriot de Langle (1897-1968), segretario di Paul Marmottan, che elaborò una prima classificazione delle opere e scrisse una guida alla collezione che è ancora l'autorità.

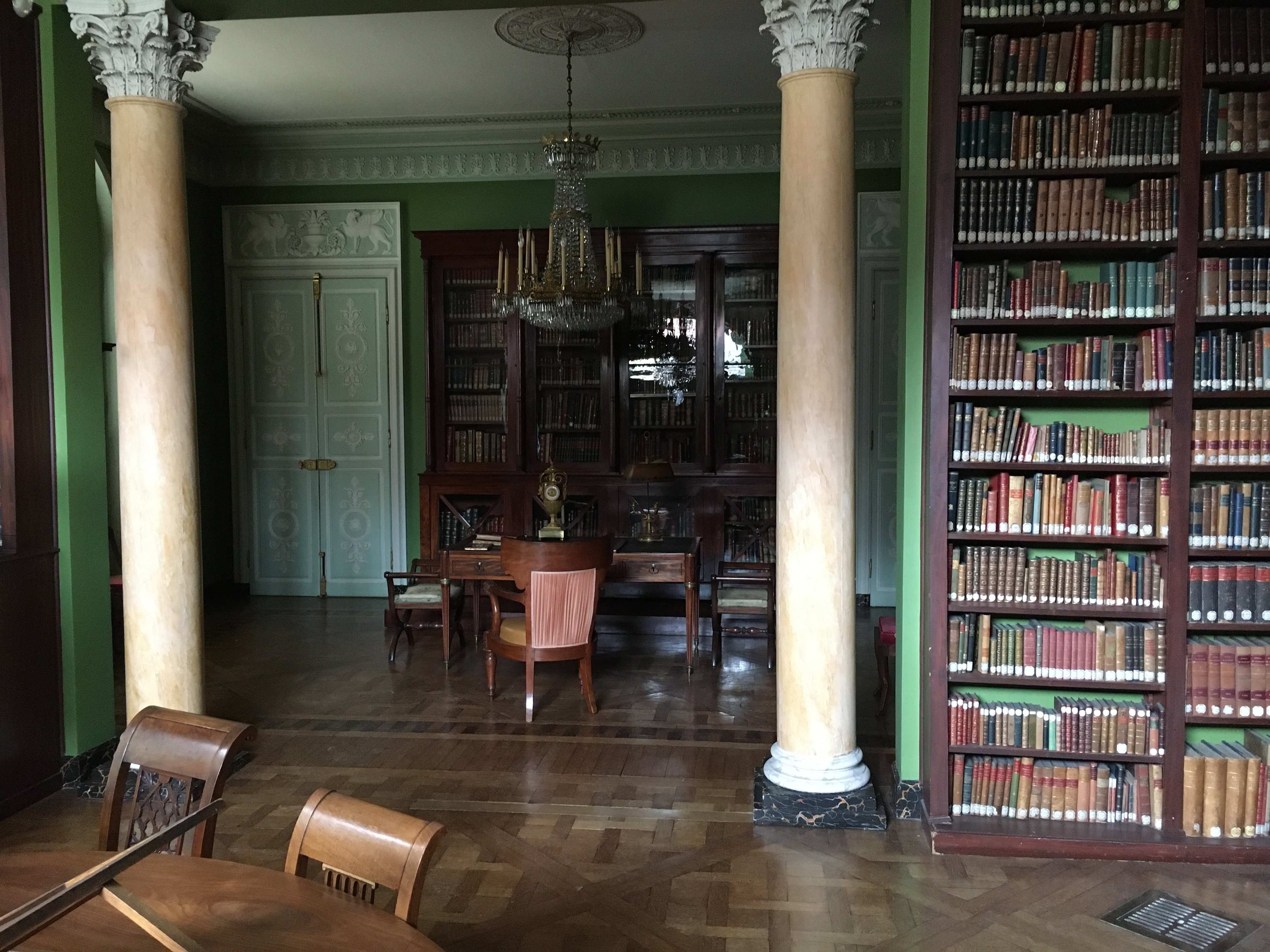
Lo studio di Paul Marmottan.

Dopo il suo ritiro, la biblioteca rimase in disuso per diversi anni prima che l'Académie des Beaux-Arts affidasse la direzione scientifica della biblioteca allo storico dell'arte Bruno Foucart (1938-2018) nel 1968. Questi, che rimase in carica fino ai primi anni del 2010, attuò una politica di acquisti regolari e ampliò molto la collezione dedicata alla storia dell'arte della prima metà del XIX secolo.
Nel 1996, dopo quattro anni di grandi lavori, l'Académie des beaux-arts ha delegato la gestione della Biblioteca Marmottan alla città di Boulogne-Billancourt per un periodo di trenta anni. Ora dotata di un auditorium che può ospitare conferenze e concerti, e più aperta al pubblico, la biblioteca è nota per diverse mostre sull'epoca napoleonica.
La delega di gestione alla città di Boulogne-Billancourt è terminata nel 2018, e la biblioteca è chiusa al pubblico da allora per la sua ristrutturazione. Da ottobre 2020, è diretto dallo storico dell'arte e membro dell'Académie des beaux-arts Adrien Goetz.

### La biblioteca e la villa Marmottan
Conformemente alla volontà del suo fondatore Paul Marmottan, che voleva che la biblioteca favorisse lo sviluppo degli studi storici, e su impulso del suo direttore Adrien Goetz, l'Académie des beaux-arts decise di convertire l'ex casa del custode in un alloggio per i ricercatori.

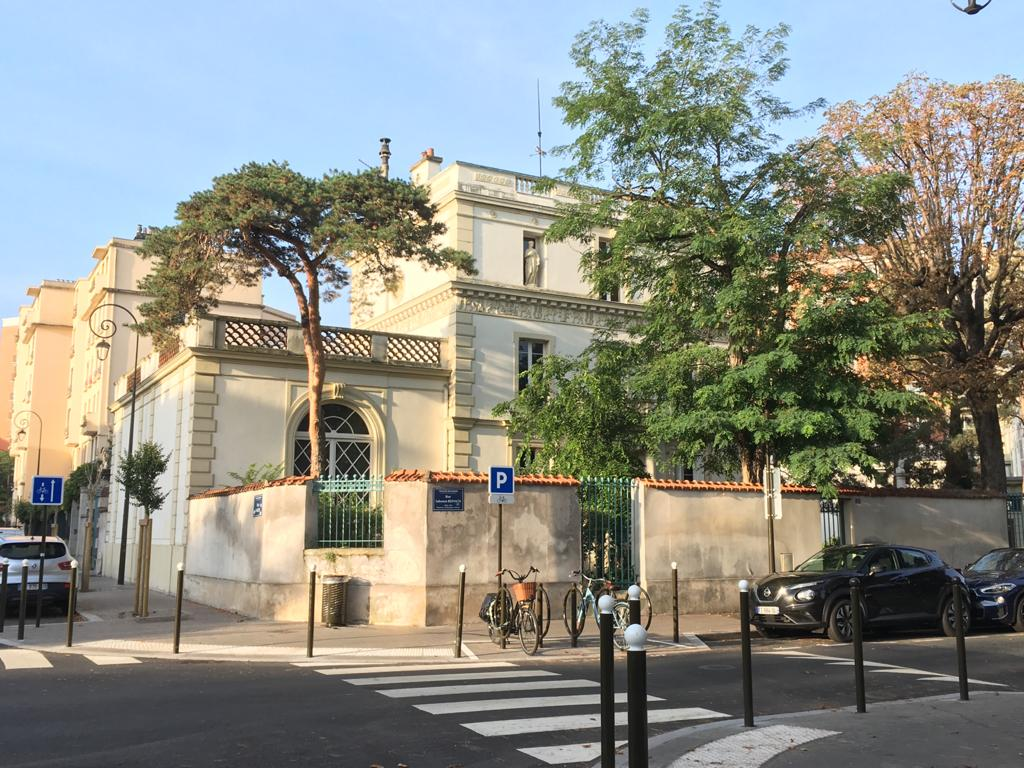
La biblioteca vista da rue Salomon-Reinach.

Allo stesso tempo, lo stabilimento è in linea con la nuova politica dell'Académie des beaux-arts di sostenere il lavoro creativo attraverso le residenze: tre appartamenti e altrettanti laboratori sono previsti per gli artisti nel padiglione del giardino.
La biblioteca, gli spazi espositivi, l'auditorium e il suo programma culturale, e le residenze per ricercatori e artisti formano così la nuova Villa Marmottan.

## Le collezioni
Con circa 25.000 libri e periodici, alcuni dei quali molto rari, la maggior parte delle collezioni della Biblioteca Marmottan è dedicata all'Impero, il che la rende, secondo Bruno Foucart, "la più grande biblioteca napoleonica d'Europa". Infatti, Paul Marmottan, un grande viaggiatore, si interessava a tutta l'Europa all'inizio del XIX secolo, e ci sono molte opere su paesi diversi dalla Francia - in particolare l'Italia. Mentre tutti gli aspetti dell'Impero sono coperti, i libri relativi alla sua amministrazione e agli amministratori sono senza dubbio uno dei punti di forza della collezione.
La storia delle arti sotto l'Impero, e più in generale quella della prima metà del XIX secolo, forma l'altra parte dominante delle collezioni. Una collezione riguardante la storia e l'architettura di Parigi è stata costruita nel corso degli anni, in seguito al lavoro di Paul Marmottan, membro fondatore della Commission du Vieux Paris. Infine, un'altra preziosa documentazione, più di un centinaio di lavori universitari sul periodo napoleonico (tesi di master e di dottorato) sono conservati nella biblioteca.
Dal 1984, la bibliothèque Marmottan è stata parzialmente classificata come monumento storico e ha ricevuto il marchio "Maison des Illustres" nel 2012.